# Episodi di Balki e Larry - Due perfetti americani (seconda stagione)
La seconda stagione della serie televisiva Balki e Larry - Due perfetti americani è stata trasmessa in anteprima negli Stati Uniti d'America dalla ABC tra il 17 settembre 1986 e il 6 maggio 1987.
| nº | Titolo originale                  | Titolo italiano | Prima TV USA      | Prima TV Italia |
| -- | --------------------------------- | --------------- | ----------------- | --------------- |
| 1  | Hello Baby                        |                 | 17 settembre 1986 |                 |
| 2  | Hunks Like Us                     |                 | 24 settembre 1986 |                 |
| 3  | The Unnatural                     |                 | 1º ottobre 1986   |                 |
| 4  | Lifesavers                        |                 | 22 ottobre 1986   |                 |
| 5  | Babes in Babylon                  |                 | 29 ottobre 1986   |                 |
| 6  | Ladies and Germs                  |                 | 5 novembre 1986   |                 |
| 7  | Falling in Love Is...             |                 | 12 novembre 1986  |                 |
| 8  | Two Men and a Cradle              |                 | 26 novembre 1986  |                 |
| 9  | Can I Get a Witness?              |                 | 26 novembre 1986  |                 |
| 10 | The Rent Strike                   |                 | 10 dicembre 1986  |                 |
| 11 | A Christmas Story                 |                 | 17 dicembre 1986  |                 |
| 12 | Dog Gone Blues                    |                 | 7 gennaio 1987    |                 |
| 13 | Since I Lost My Baby              |                 | 14 gennaio 1987   |                 |
| 14 | Trouble in Paradise               |                 | 21 gennaio 1987   |                 |
| 15 | Beautiful Dreamer                 |                 | 28 gennaio 1987   |                 |
| 16 | Tux for Two                       |                 | 4 febbraio 1987   |                 |
| 17 | Ten Speed and a Soft Touch        |                 | 11 febbraio 1987  |                 |
| 18 | Snow Way to Treat a Lady (Part 1) |                 | 18 febbraio 1987  |                 |
| 19 | Snow Way to Treat a Lady (Part 2) |                 | 25 febbraio 1987  |                 |
| 20 | Get a Job                         |                 | 4 marzo 1987      |                 |
| 21 | Hello, Elaine                     |                 | 1º aprile 1987    |                 |
| 22 | Up on a Roof                      |                 | 6 maggio 1987     |                 |